# Dzikowo Myśliborskie
Dzikowo Myśliborskie – nieistniejący przystanek osobowy w Dzikowie w Polsce, w województwie zachodniopomorskim, w powiecie myśliborskim, w gminie Barlinek.